# Rosa Crux
Rosa Crux (Eigenschreibweise: Rosa†Crvx) ist eine französische Musikformation aus dem Dark-Wave-Umfeld, die 1984 in Rouen gegründet wurde.
2008 erschien die DVD Lux In Tenebris Lucet, welche unter anderem Making Of- und Live-Videos enthält.

## Stil

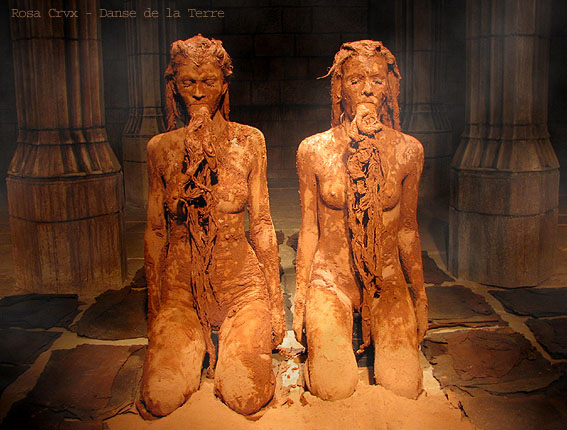
Rosa Crux Danse de la Terre

Die Band vereint in ihren Werken Rockmusik mit neoklassischen Elementen. Charakteristisch sind zudem die liturgischen Texte und esoterischen Formeln in lateinischer Sprache sowie die aufwändig gestalteten Bühnenshows. Rosa Crux arrangiert Konzerte als Performance-Darbietung, die exemplarisch den körperlichen Schmerz thematisiert sollen. Ein Glockenspiel, wie auf einem Kirchturm, soll dem Schauspiel etwas Sakrales geben, mechanische Tambouren und Pauken etwas Mystisches. Dies spielt auf die Dualität der Paradoxen an. Es ist von Antonin Artaud inspiriert, der die Widersprüchlichkeit des Theaters anprangerte.
Die Gruppe bezeichnet ihren Stil als „Dark Ritual, im Bereich Industrial“. Sie steht dabei aber unter einem großen Einfluss der Musik der sakralen Kunst, da sie, wie zum Beispiel Virgin Prunes und The Moon Lay Hidden Beneath a Cloud, das Ritual des Heidentums in der Szene stark thematisiert.

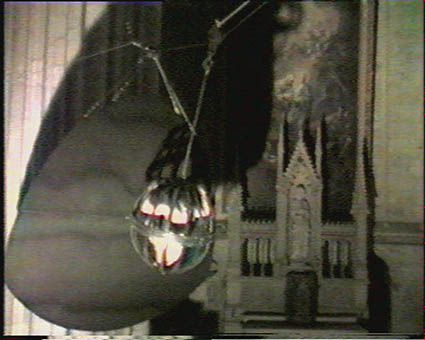
Rosa Crux Bühnenshow

## Diskografie
- 1985: Jeux de Fers (Box mit Kassette)
- 1986: Ales & Feles (Maxi-Single)
- 1990: Livre 01: Eli-Elo (2 × 7")
- 1991: Danse de la Terre (Mini-CD)
- 1992: Livre 02: St. Ouen – The Profanations (7")
- 1993: Les Vielles (MCD)
- 1995: Proficere (CD)
- 1998: Noctes Insomnes (CD)
- 2002: In Tenebris (CD)
- 2008: Lvx In Tenebris Lvcet (CD+DVD)
- 2009: Coffret Rosa†Crvx (2009, Sammlerbox inkl. 3 CDs & mehr)
- 2014: Trilogia (Sammlerobjekt, USB)
- 2014: Reliquiae I: „Danse de la Terre“ (Sammlerobjekt)
- 2015: Reliquiae II: „Rats & Symbolique“ (Sammlerobjekt)
- 2017: Reliquiae III: „Incurrupti“ (Sammlerobjekt)
- 2025: 1334 (Single)
- 2025: Nescit Nox (Single)